# Boissei-la-Lande
Boissei-la-Lande település Franciaországban, Orne megyében. Lakosainak száma 109 fő (2022. január 1.). Boissei-la-Lande Almenêches, Aunou-le-Faucon és Médavy községekkel határos.

## Népesség
A település népességének változása:
| Lakosok száma | 105  | 117  | 125  | 124  | 127  | 128  | 121  | 115  | 109  |
|               | 2013 | 2015 | 2016 | 2017 | 2018 | 2019 | 2020 | 2021 | 2022 |